# Východní Alpy
Východní Alpy (německy Ostalpen, rétorománsky Alps da l'ost, italsky Alpi Orientali, slovinsky Vzhodne Alpe) jsou jednou ze dvou geomorfologických provincií Alp. Za hranici mezi Západními a Východními Alpami se považuje linie od Bodamského jezera k údolí Rýna na východě Švýcarska, dále k průsmyku Splügen (údolí Valle Spluga) a dále na jih k jezeru Como. Východní Alpy se rozkládají na většině území Rakouska a Lichtenštejnska, v severovýchodní části Itálie, ve východní části Švýcarska, na jihovýchodě Německa a ve značné části Slovinska. Východní okraj Východní Alp tvoří Vídeňský les a Vídeňská pánev, které oddělují Alpy od Karpat.
Nejvyšší horou a jedinou čtyřtisícovkou Východních Alp je Piz Bernina (4 049 m) na hranicích Švýcarska a Itálie. Druhý nejvyšší je jihotyrolský Ortler (3 905 m) a třetí nejvyšší je Großglockner v pohoří Vysoké Taury (3 798 m).

## Geografie
Východní Alpy mají symetrickou stavbu. Vnitřní krystalické pásmo je po obou stranách obklopeno úzkými břidličnými pásmy, za kterými následují široká vápencová pásma (Severní vápencové Alpy a Jižní vápencové Alpy). Na severu ještě následuje předalpské pásmo z flyše a pískovců. Při srovnání se Západními Alpami, jsou Východní Alpy nižší, širší a méně kompaktní. Jsou rozděleny výraznými podélnými údolími.

## Flora
Během würmského zalednění byly Východní Alpy sušší než Západní. Souvislá ledová pokrývka končila v oblasti rakouských Nízkých Taur. Díky tomu ve Východních Alpách přežila dobu ledovou řada druhů rostlin, které jinde vyhynuly a dnes jsou ve Východních Alpách endemické.

## Členění
Členění vychází z klasifikace Alp v německy mluvících zemích a oblastech (méně ve Švýcarsku). Bylo publikováno v roce 1984 Rakouským alpským klubem, Německým alpským klubem a Jihotyrolským alpským klubem. Podle této klasifikace se Východní Alpy skládají celkem ze 75 horských pásem. 57 těchto horských skupin leží na území Rakouska, 23 se nachází v Itálii, 10 ve Švýcarsku, 7 na území Německa, 4 ve Slovinsku a jedna na území Lichtenštejnska.

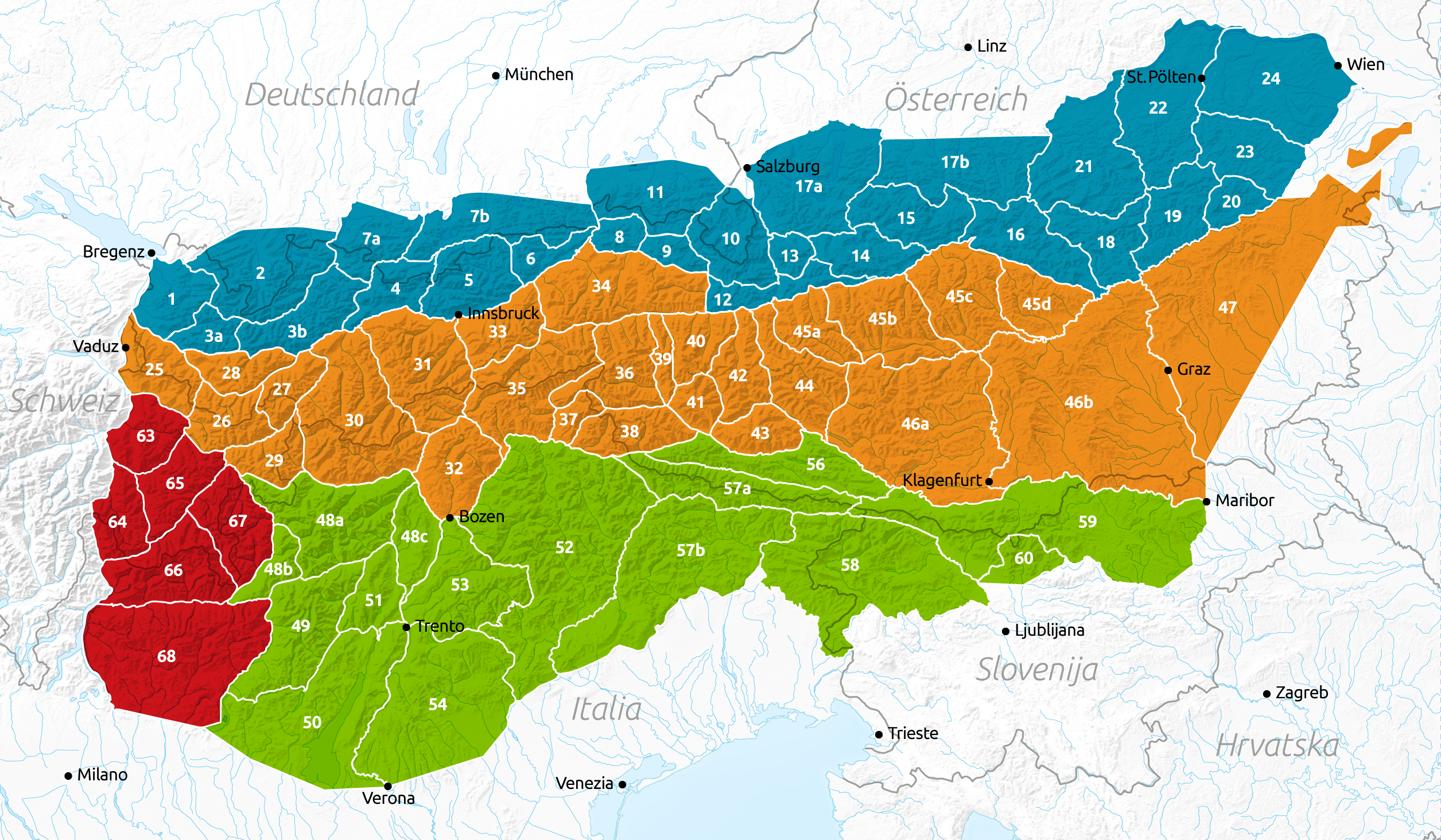
Členění Východních Alp:
Severní vápencové Alpy
Střední Východní Alpy
Jižní vápencové Alpy
Západní vápencové Alpy

## Pohoří ve Východních Alpách

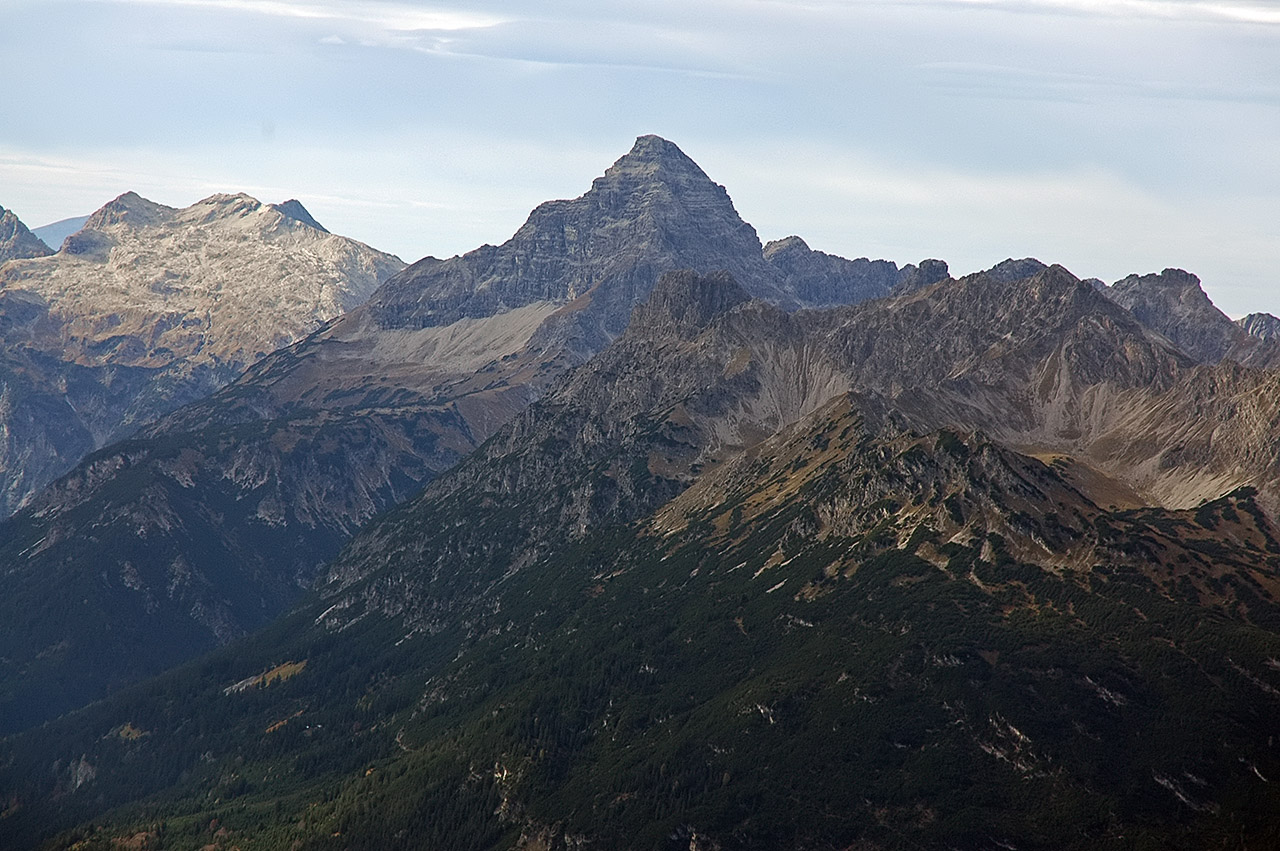
Allgäuské Alpy

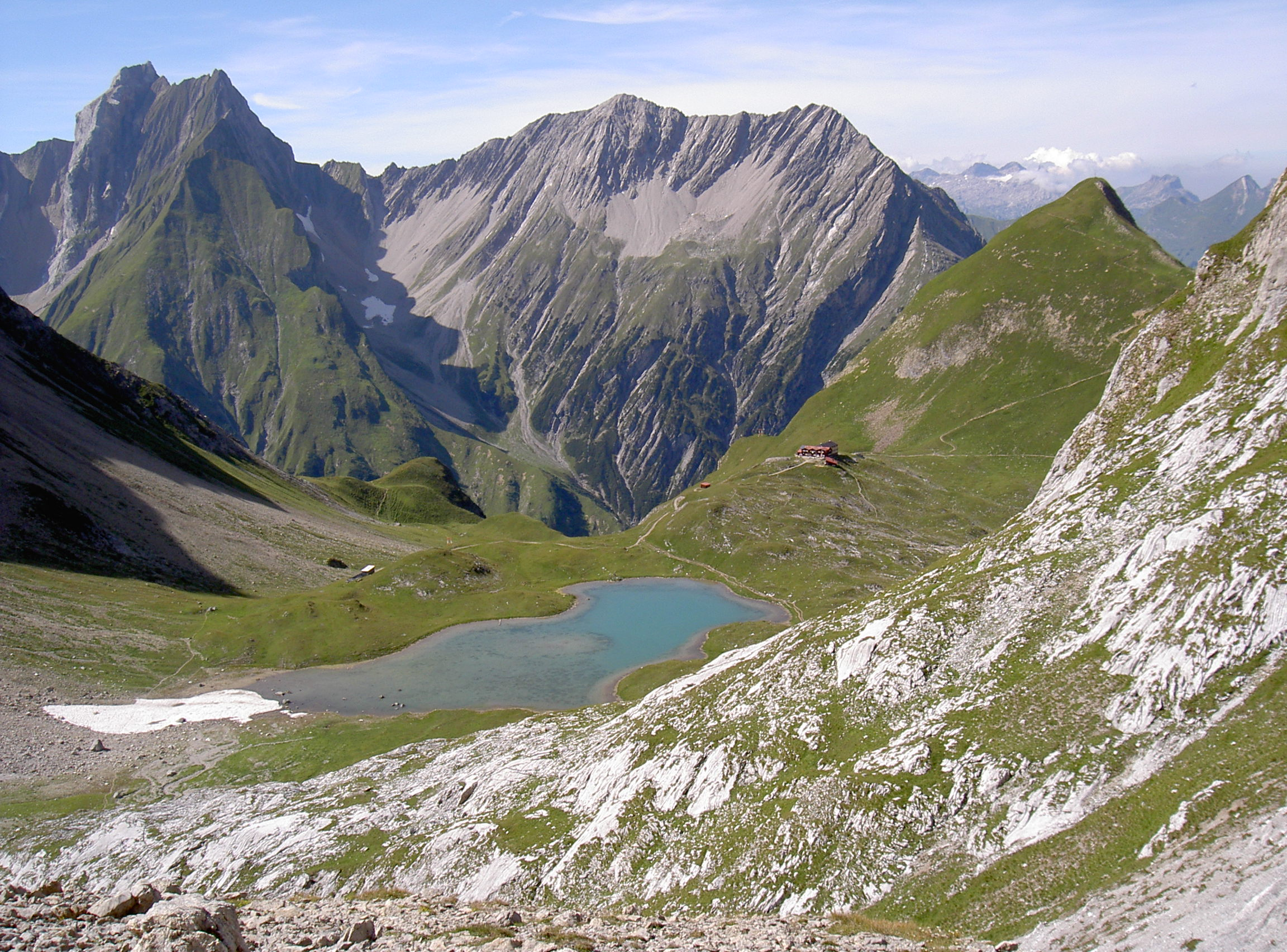
Lechtalské Alpy

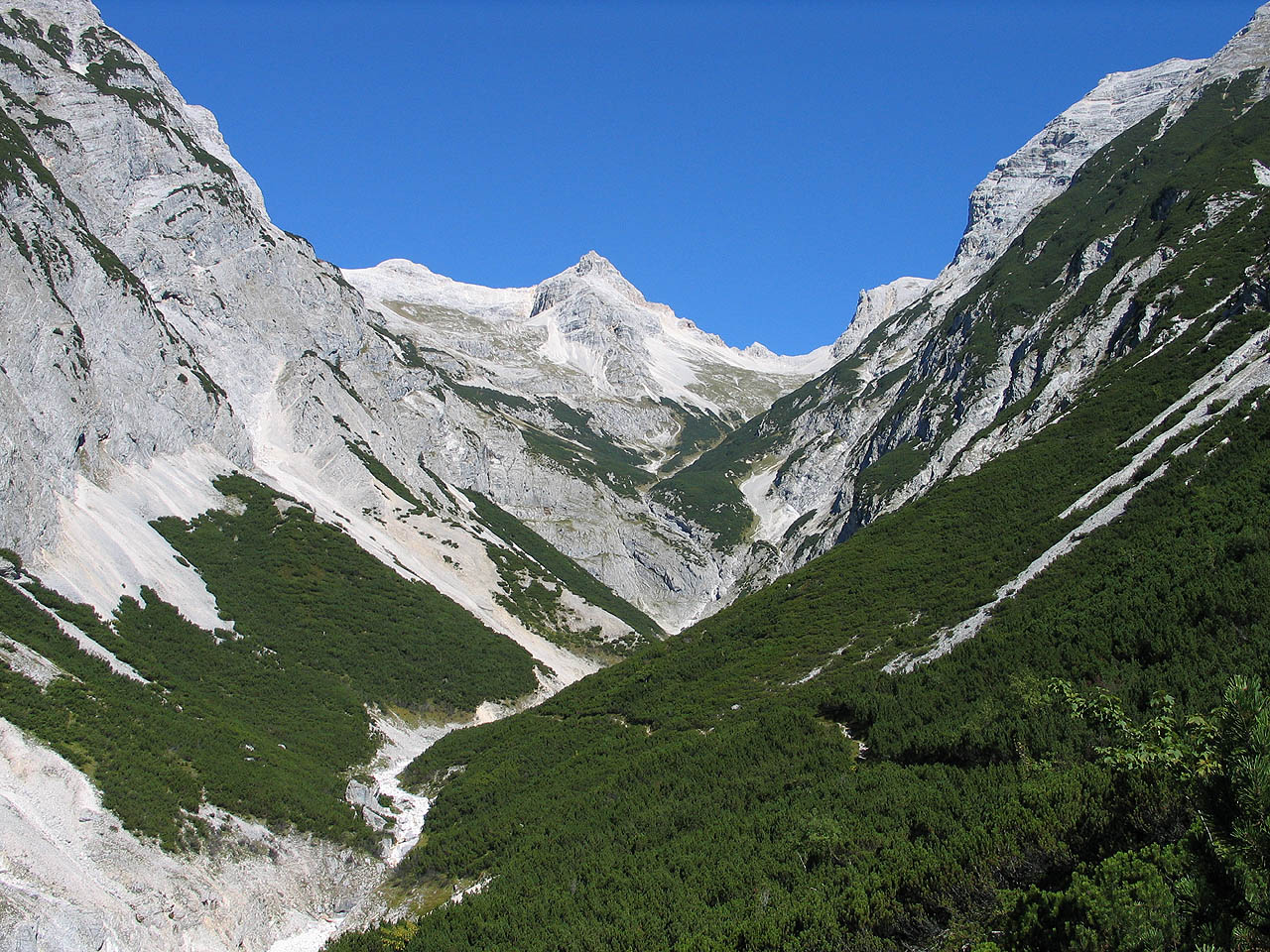
Birkkarspitze

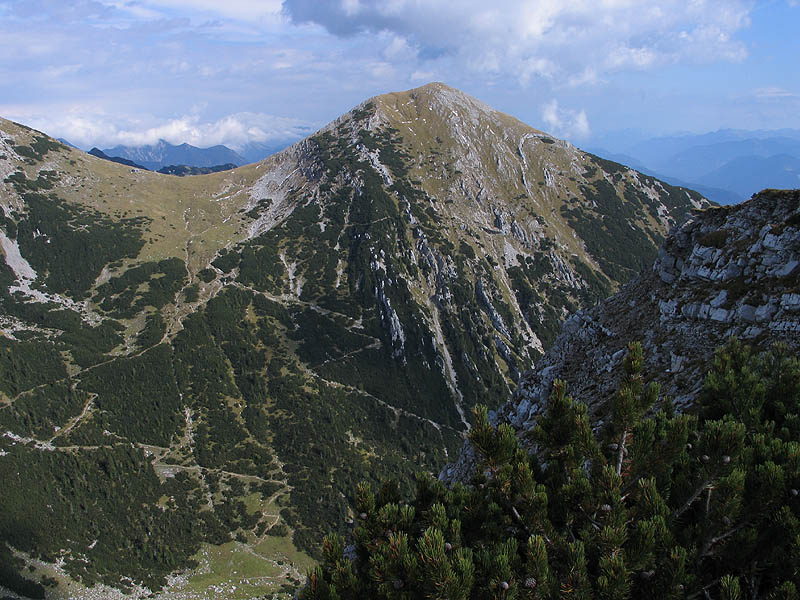
Krottenkopf

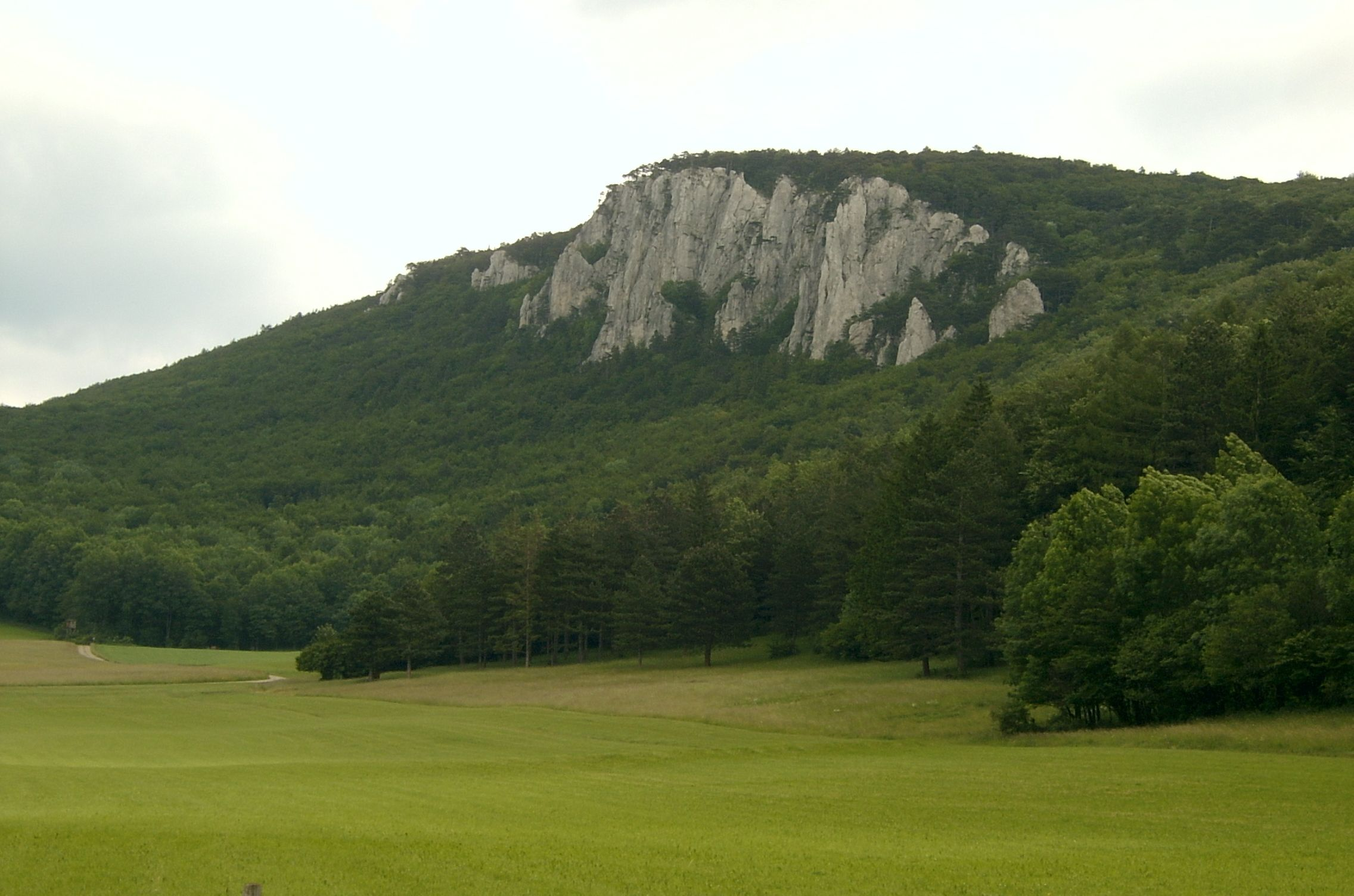
Vídeňský les

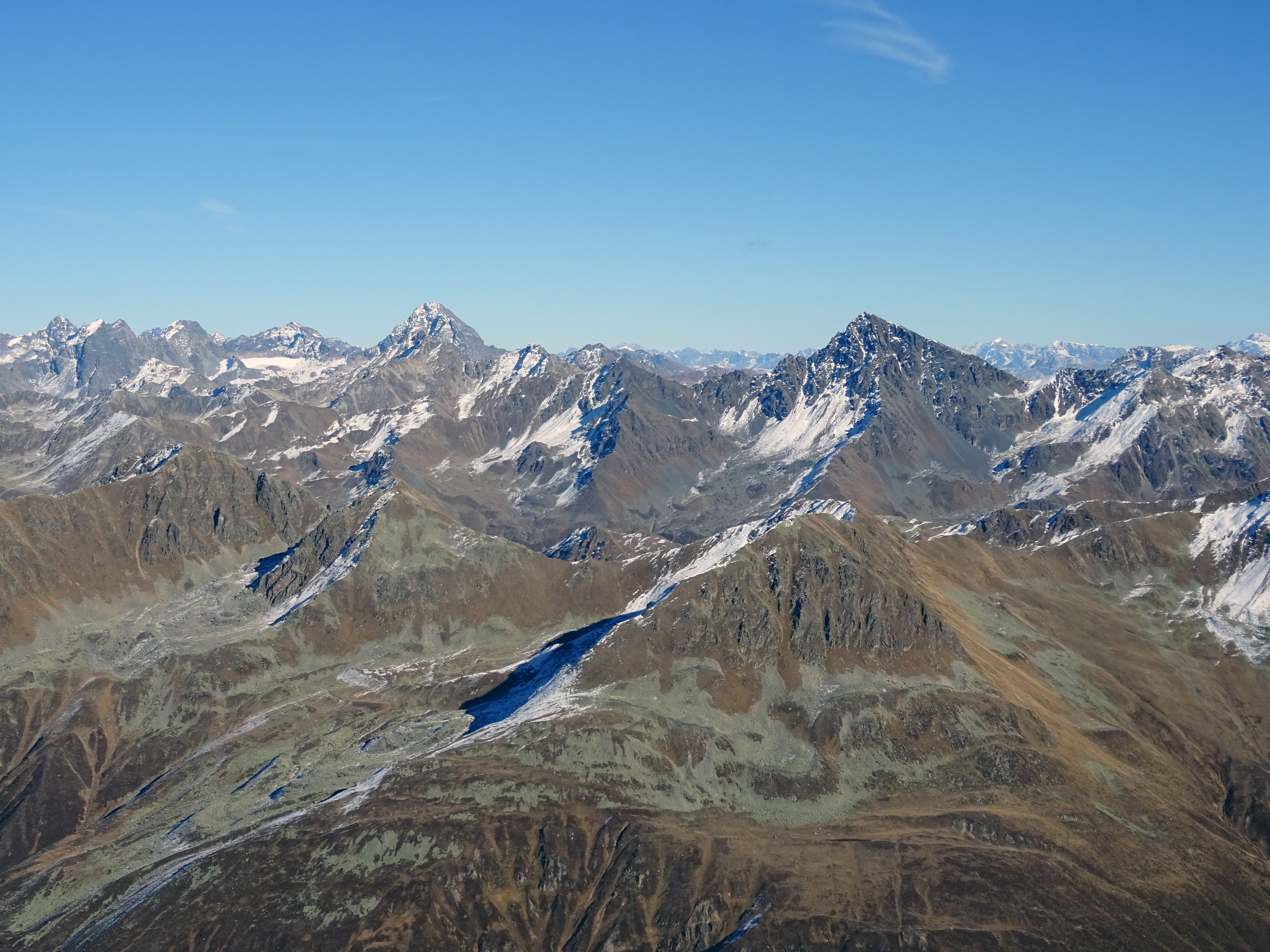
Silvretta

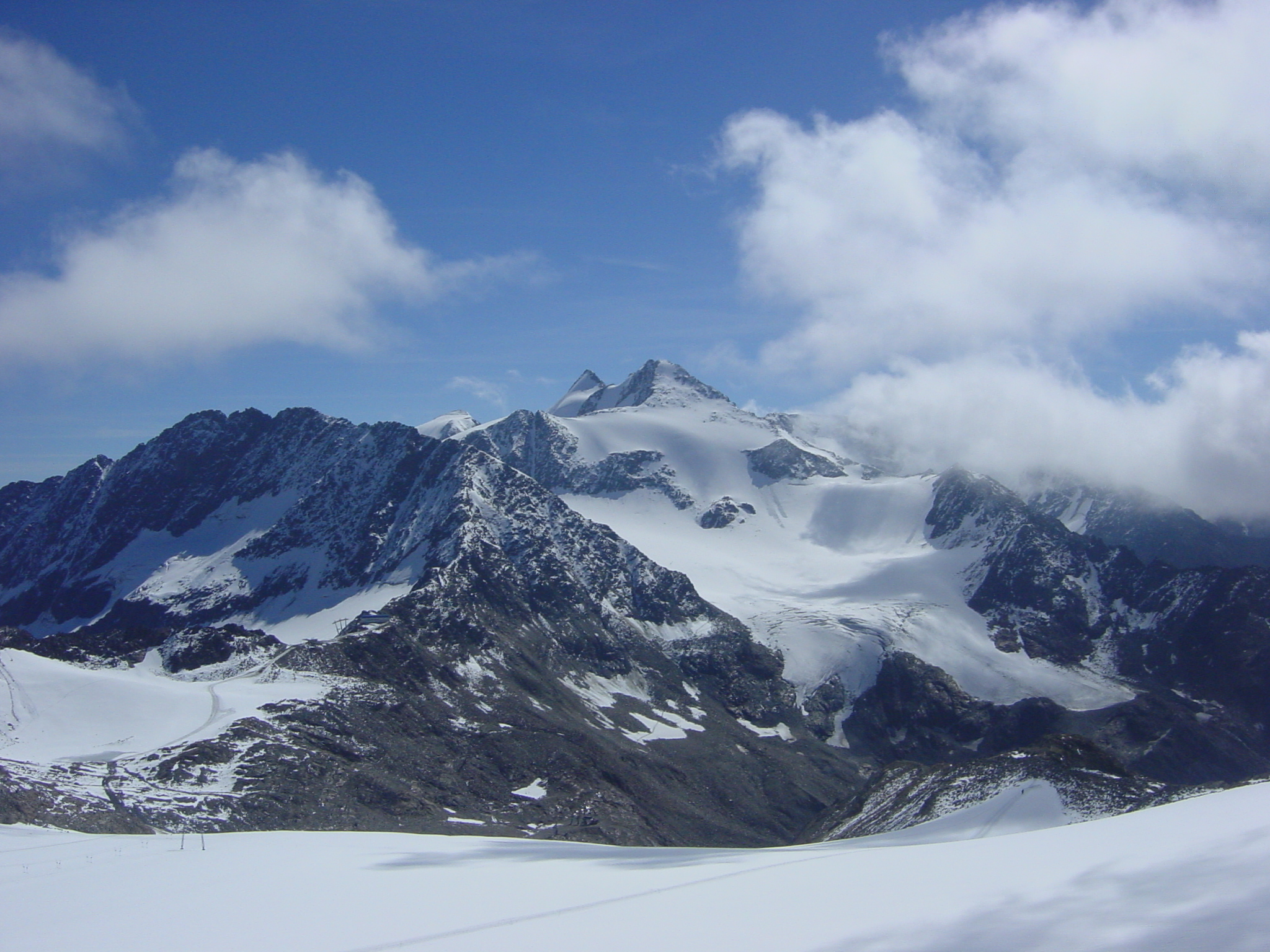
Stubaiské Alpy

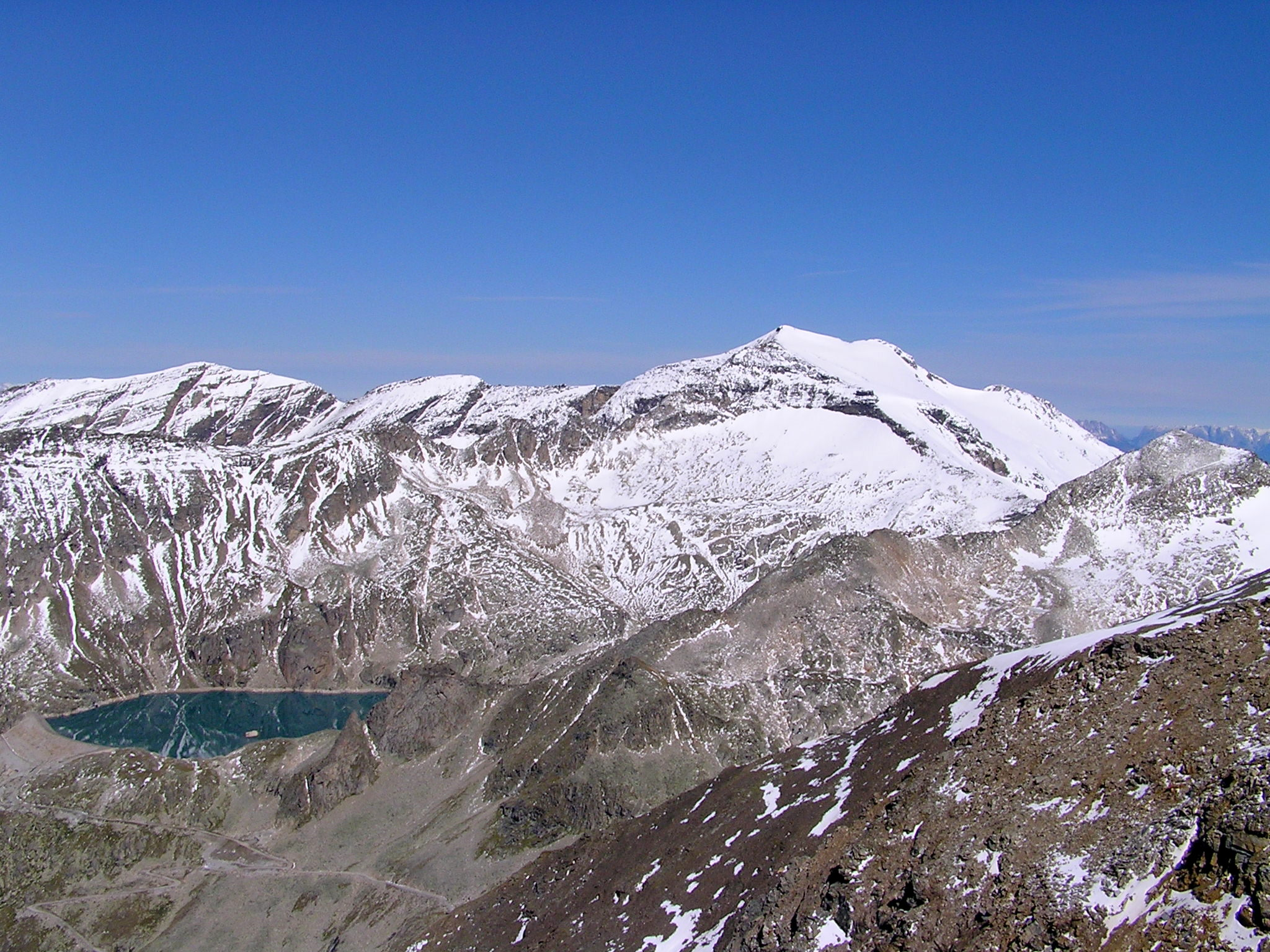
Hocharn

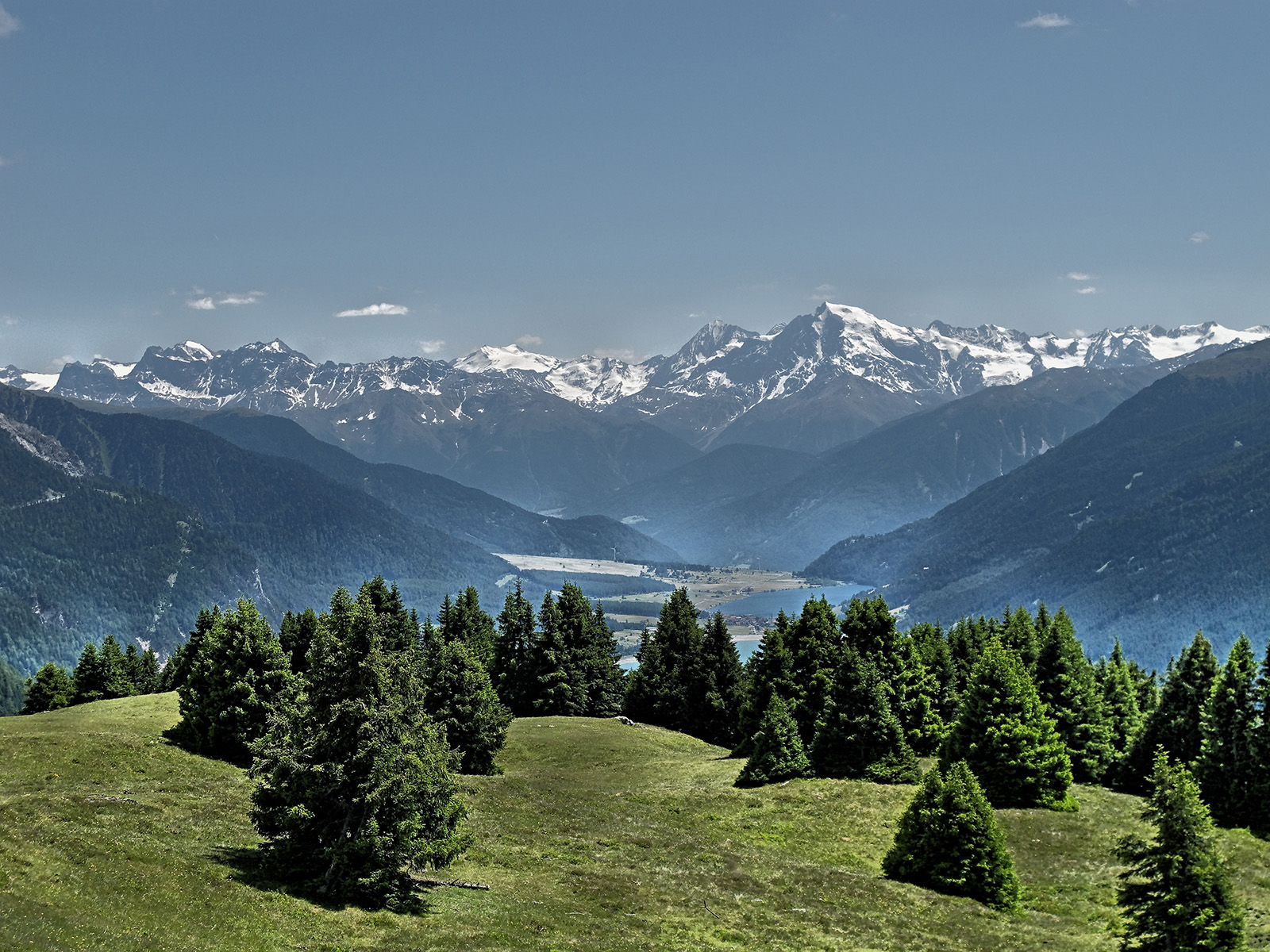
Ortlerské Alpy

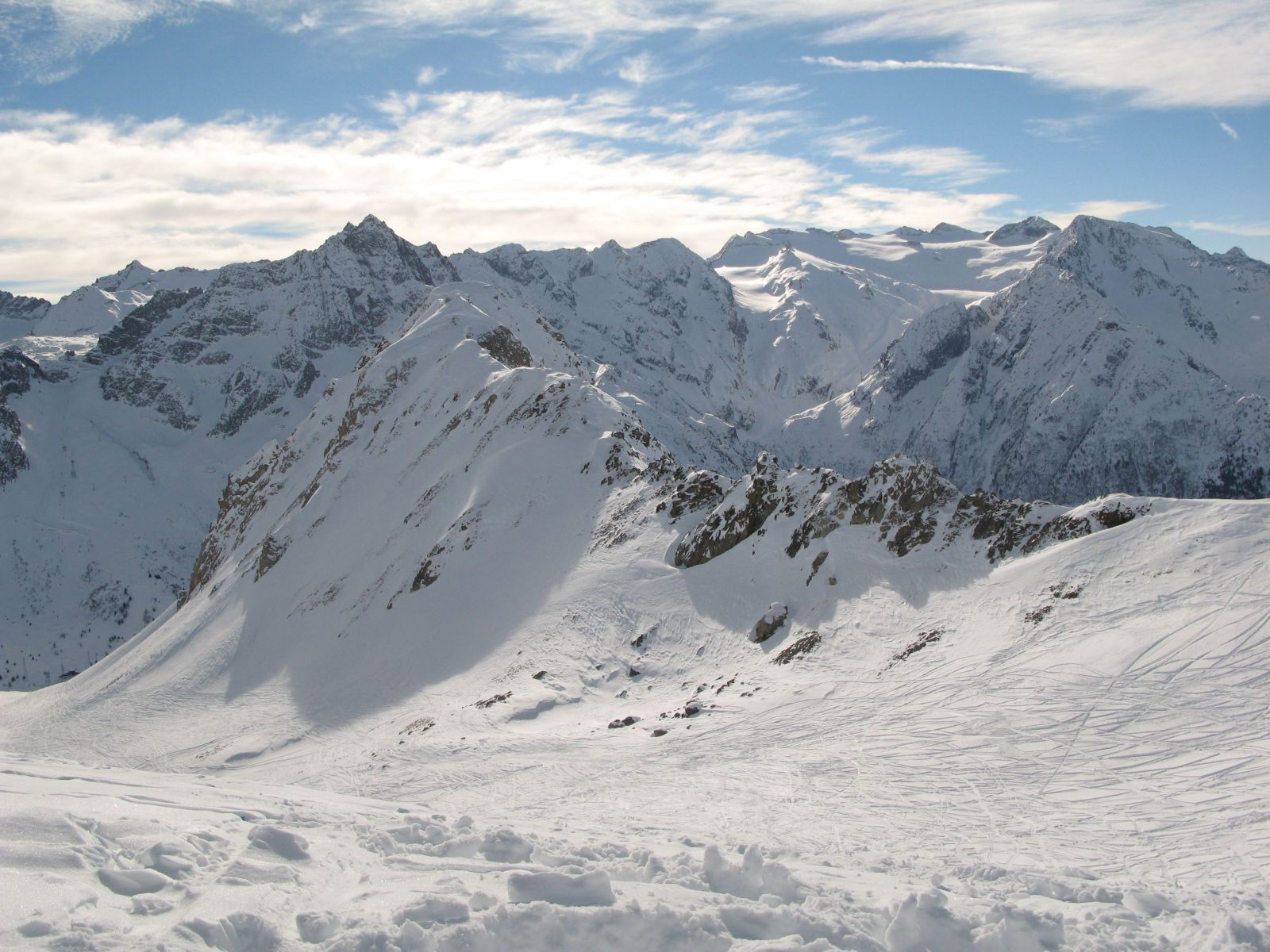
Adamello

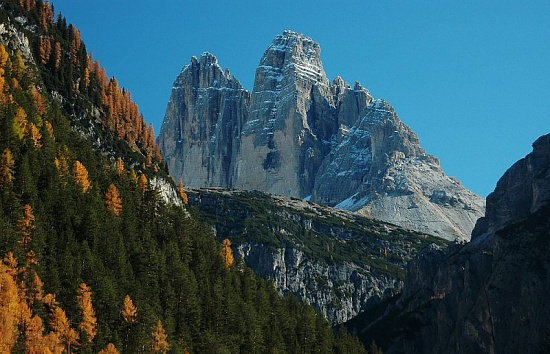
Tre Cime v Dolomitech

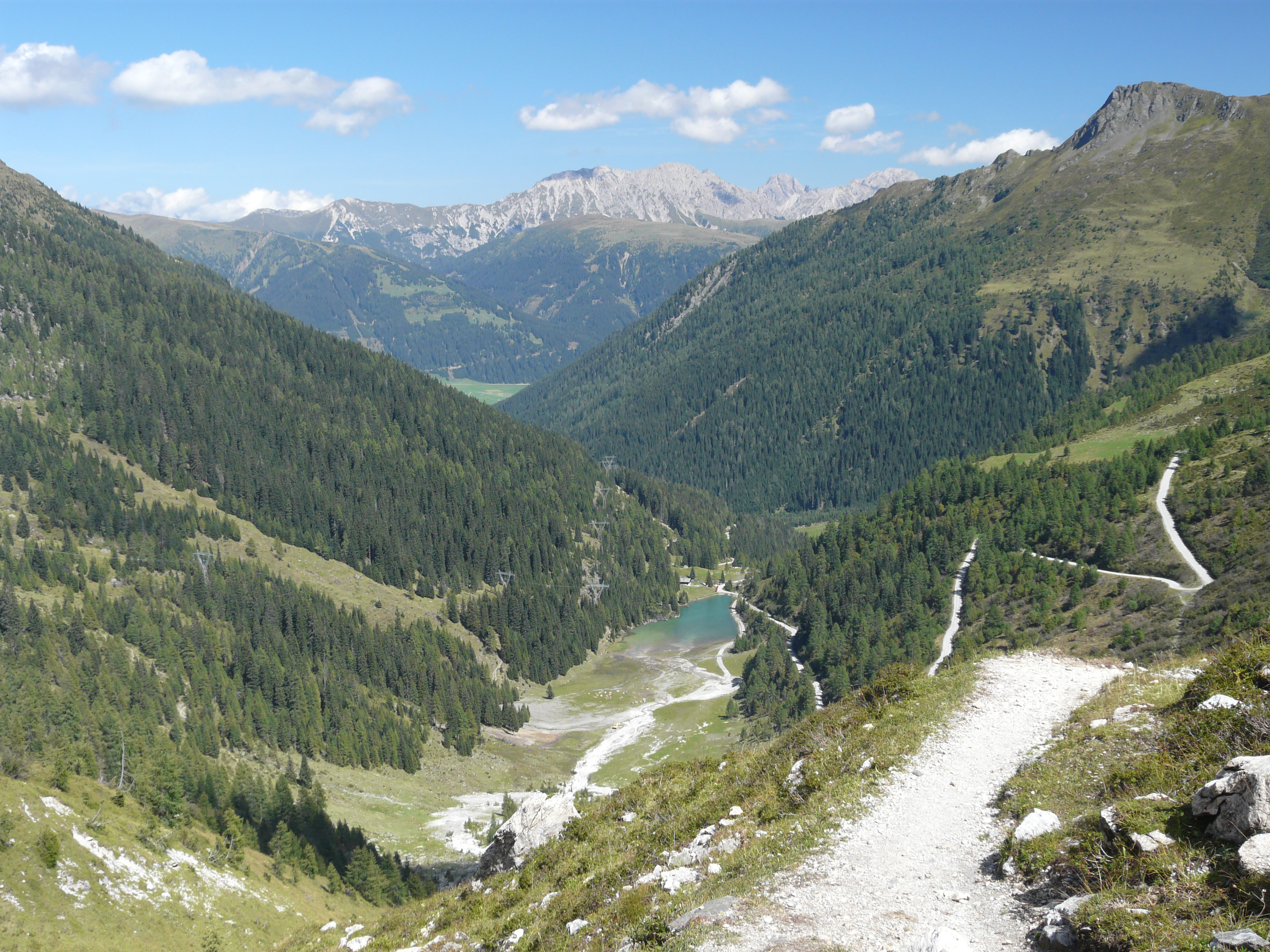
Karnské Alpy

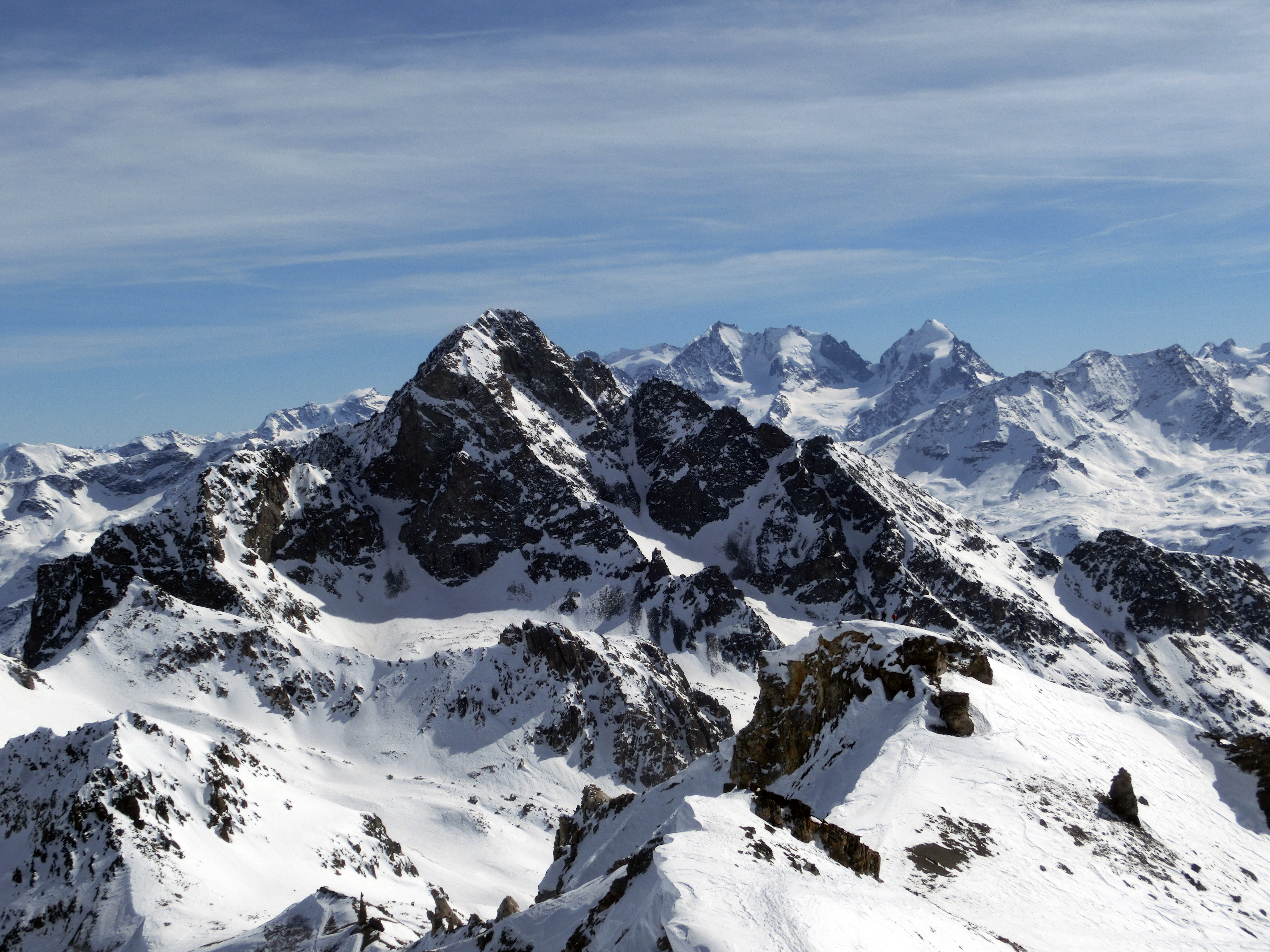
Bernina

|     | Název                         | Země                               | Nejvyšší hora               | Výška v (m) |
| --- | ----------------------------- | ---------------------------------- | --------------------------- | ----------- |
| 1   | Bregenzský les                | Rakousko                           | Glatthorn                   | 2 134       |
| 2   | Allgäuské Alpy                | Německo Rakousko                   | Großer Krottenkopf          | 2 657       |
| 3a  | Lechquellen                   | Rakousko                           | Große Wildgrubenspitze      | 2 753       |
| 3b  | Lechtalské Alpy               | Rakousko                           | Parseierspitze              | 3 036       |
| 4   | Wetterstein a Mieming         | Rakousko Německo                   | Zugspitze Hochplattig       | 2 962 2 768 |
| 5   | Karwendel                     | Rakousko Německo                   | Birkkarspitze               | 2 749       |
| 6   | Brandenberské Alpy            | Rakousko                           | Hochiss                     | 2 299       |
| 7a  | Ammergauské Alpy              | Německo Rakousko                   | Daniel                      | 2 340       |
| 7b  | Bavorské předhůří             | Německo Rakousko                   | Krottenkopf                 | 2 086       |
| 8   | Kaiser                        | Rakousko                           | Ellmauer Halt               | 2 344       |
| 9   | Leogang a Lofer               | Rakousko                           | Birnhorn Grosses Ochsenhorn | 2 634 2 511 |
| 10  | Berchtesgadenské Alpy         | Rakousko Německo                   | Hochkönig                   | 2 941       |
| 11  | Chiemgauské Alpy              | Německo Rakousko                   | Sonntagshorn                | 1 961       |
| 12  | Salcburské břidlicové Alpy    | Rakousko                           | Hundstein                   | 2 117       |
| 13  | Tennen                        | Rakousko                           | Raucheck                    | 2 430       |
| 14  | Dachstein                     | Rakousko                           | Hoher Dachstein             | 2 995       |
| 15  | Totes Gebirge                 | Rakousko                           | Grosser Priel               | 2 515       |
| 16  | Ennstalské Alpy               | Rakousko                           | Hochtor                     | 2 369       |
| 17a | Hory Solné komory             | Rakousko                           | Gamsfeld                    | 2 027       |
| 17b | Hornorakouské předhůří        | Rakousko                           | Hoher Nock                  | 1 963       |
| 18  | Hochschwab                    | Rakousko                           | Hochschwab                  | 2 277       |
| 19  | Mürzstegské Alpy              | Rakousko                           | Hohe Veitsch                | 1 981       |
| 20  | Rax-Schneeberg                | Rakousko                           | Schneeberg                  | 2 076       |
| 21  | Ybbstalské Alpy               | Rakousko                           | Hochstadl                   | 1 919       |
| 22  | Türnitzské Alpy               | Rakousko                           | Grosser Sulzberg            | 1 400       |
| 23  | Gutensteinské Alpy            | Rakousko                           | Reisalpe                    | 1 399       |
| 24  | Vídeňský les                  | Rakousko                           | Schöpfl                     | 893         |
| 25  | Rätikon                       | Švýcarsko Rakousko Lichtenštejnsko | Schesaplana                 | 2 964       |
| 26  | Silvretta                     | Švýcarsko Rakousko                 | Piz Linard                  | 3 411       |
| 27  | Samnaunské Alpy               | Švýcarsko Rakousko                 | Muttler                     | 3 294       |
| 28  | Verwall                       | Rakousko                           | Hoher Riffler               | 3 168       |
| 29  | Sesvenna                      | Švýcarsko Itálie Rakousko          | Piz Sesvenna                | 3 204       |
| 30  | Ötztalské Alpy                | Rakousko Itálie                    | Wildspitze                  | 3 768       |
| 31  | Stubaiské Alpy                | Rakousko Itálie                    | Zuckerhütl                  | 3 507       |
| 32  | Sarntalské Alpy               | Itálie                             | Hirzer                      | 2 781       |
| 33  | Tuxské Alpy                   | Rakousko                           | Lizumer Reckner             | 2 884       |
| 34  | Kitzbühelské Alpy             | Rakousko                           | Kreuzjoch                   | 2 558       |
| 35  | Zillertalské Alpy             | Rakousko                           | Hochfeiler                  | 3 510       |
| 36  | Venediger                     | Rakousko                           | Grossvenediger              | 3 666       |
| 37  | Rieserferner                  | Rakousko Itálie                    | Hochgall                    | 3 436       |
| 38  | Villgratenské hory            | Rakousko Itálie                    | Weiße Spitze                | 2 962       |
| 39  | Granatspitze                  | Rakousko                           | Großer Muntanitz            | 3 232       |
| 40  | Glockner                      | Rakousko                           | Grossglockner               | 3 798       |
| 41  | Schober                       | Rakousko                           | Petzeck                     | 3 283       |
| 42  | Goldberg                      | Rakousko                           | Hocharn                     | 3 254       |
| 43  | Kreuzeck                      | Rakousko                           | Mölltaler Polinik           | 2 784       |
| 44  | Ankogel                       | Rakousko                           | Hochalmspitze               | 3 360       |
| 45a | Radstadtské Taury             | Rakousko                           | Weißeck                     | 2 711       |
| 45b | Schladmingské Taury           | Rakousko                           | Hochgolling                 | 2 862       |
| 45c | Rottenmannské a Wölzské Taury | Rakousko                           | Rettlkirchspitze            | 2 475       |
| 45d | Seckauské Taury               | Rakousko                           | Geierhaupt                  | 2 417       |
| 46a | Gurktalské Alpy               | Rakousko                           | Eisenhut                    | 2 441       |
| 46b | Lavanttalské Alpy             | Rakousko Slovinsko                 | Zirbitzkogel                | 2 396       |
| 47  | Hory východně od řeky Mury    | Rakousko                           | Stuhleck                    | 1 782       |
| 48a | Ortlerské Alpy                | Itálie Švýcarsko                   | Ortler                      | 3 905       |
| 48b | Sobretta-Gavia                | Itálie                             | Monte Sobretta              | 3 296       |
| 48c | Nonsbergské Alpy              | Itálie                             | Laugenspitze                | 2 434       |
| 49  | Adamello-Presanella           | Itálie                             | Presanella                  | 3 556       |
| 50  | Gardské hory                  | Itálie                             | Monte Cadria                | 2 254       |
| 51  | Brenta                        | Itálie                             | Cima Tosa                   | 3 173       |
| 52  | Dolomity                      | Itálie                             | Marmolata                   | 3 343       |
| 53  | Fleimstalské Alpy             | Itálie                             | Cima d'Asta                 | 2 847       |
| 54  | Vicentinské Alpy              | Itálie                             | Cima Dodici                 | 2 336       |
| 56  | Gailtalské Alpy               | Rakousko                           | Grosse Sandspitze           | 2 770       |
| 57a | Karnské Alpy                  | Itálie Rakousko                    | Hohe Warte                  | 2 780       |
| 57b | Karnské Předalpy              | Itálie                             | Cima dei Preti              | 2 706       |
| 58  | Julské Alpy                   | Slovinsko Itálie                   | Triglav                     | 2 864       |
| 59  | Karavanky a Pohorje           | Rakousko Slovinsko Itálie          | Hochstuhl Črni vrh          | 2 237 1 543 |
| 60  | Kamnicko-Savinjské Alpy       | Slovinsko Rakousko                 | Grintovec                   | 2 558       |
| 63  | Plessurské Alpy               | Švýcarsko                          | Aroser Rothorn              | 2 980       |
| 64  | Platta                        | Švýcarsko Itálie                   | Piz Platta                  | 3 392       |
| 65  | Albula                        | Švýcarsko                          | Piz Kesch                   | 3 418       |
| 66  | Bernina                       | Itálie Švýcarsko                   | Piz Bernina                 | 4 049       |
| 67  | Livigno                       | Itálie Švýcarsko                   | Cima Piazzi                 | 3 439       |
| 68  | Bergamské Alpy                | Itálie                             | Pizzo di Coca               | 3 052       |